# Ивановка (Минский сельсовет)
Ива́новка — посёлок  в Партизанском районе Красноярского края. Входит в состав Минского сельсовета.

## География
Посёлок расположен примерно в 62 км (по прямой) на юг-юго-запад от районного центра села Партизанское.

## Климат
Климат умеренно холодный, континентальный. Вегетационный период продолжается, в среднем, 135 дней–148 дней, а безморозный в среднем 96 дней, с колебаниями в отдельные годы от 105 до 79 дней. Устойчивый снежный покров лежит более пяти месяцев (в среднем с первой декады ноября до конца апреля). Средняя высота снежного покрова под пологом составляет 56 см, на открытых участках – 19 см. Среднегодовое количество осадков 375 мм. Средняя температура воздуха за год -0,9°С.

## Население
| 2010 |
| ---- |
| 2    |

Постоянное население составляло 12 человек в 2002 году (100 % русские), 2 человека в 2010 году.